# Jan III oświęcimski
Jan III oświęcimski (ur. ok. 1366, zm. 1405) – książę oświęcimski w latach 1375/1376–1405
Jan III był jedynym synem księcia oświęcimskiego Jana II i Jadwigi brzeskiej. Początkowo historycy myśleli że osoba Jana III jest tożsama z jego ojcem, dopiero odkrycie kolejnych źródeł uzmysłowiło badaczom fakt jego istnienia.
O rządach Jana III wiadomo niezwykle mało. Książę być może, podobnie jak jego dziadek Jan I, był przeznaczony początkowo do stanu duchownego. Świadczyć o tym może dokument z 1379, gdzie książę jest nazwany scholastykiem krakowskim (choć tu mogła nastąpić właśnie pomyłka z Janem I). Innym przypuszczalnym dowodem przeznaczenia Jana III do kariery duchownej jest fakt zawarcia układu w 1372, kiedy to Jan II zagwarantował w przypadku swojej bezpotomnej śmierci przekazanie księstwa oświęcimskiego władcy Cieszyna Przemysławowi Noszakowi.
Jak by nie było, Jan III bez przeszkód objął rządy w księstwie, choć musiał przyjąć formalną kuratelę Przemysława Noszaka. Fakt ten potwierdza dokument z 25 listopada 1377, w którym książę Cieszyna zatwierdza nadania oświęcimskiego kuzyna.
Pomimo tych zależności od Cieszyna Jan III starał się prowadzić w miarę niezależną politykę. W 1394 ożenił się z Jadwigą, siostrą króla Władysława Jagiełły, co umożliwiło stronie polskiej na spokojniejszą rozprawę z księciem opolskim Władysławem.
W 1397 wraz z innymi książętami śląskimi i biskupem wrocławskim Jan III podpisał w Legnicy układ z królem polskim, gwarantujący wspólne działanie przeciwko rozbójnikom. W 1399 próbował zaś wpłynąć na Władysława Jagiełłę, by ten zmienił swoje wrogie nastawienie względem biskupa i księcia opolskiego Jana Kropidły.
W polityce wewnętrznej Jan III popierał miasta (przywileje od księcia otrzymały m.in. Kęty i Zator) i kościół (w szczególności zaś, podobnie jak jego ojciec i dziadek, dominikanów).
Ostatni dokument, w którym Jan III występuje jako żyjący, nosi datę roku 1402. Z innych przesłanek możemy jednak wnosić, że Jan III zmarł dopiero trzy lata później. Nie doczekał się potomstwa, w związku z czym jego władztwo odziedziczyli Piastowie cieszyńscy. Jan III został pochowany w kościele klasztornym dominikanów w Oświęcimiu.